# Verizon Communications
Verizon Communications je americká telekomunikační firma. Je součástí Dow Jonesova indexu. Sídlo má v New Yorku. Od roku 2017 je Verizon druhou největší telekomunikační společností na světě podle příjmů (za AT&T). Počátky firmy sahají do roku 1984, kdy americké ministerstvo spravedlnosti vydalo protimonopolní opatření přikazující firmě AT&T rozbít svůj monopol vzniklý zakoupením celého tzv. Bellova systému, což byl řetězec firem ovládající prakticky veškerý telefonický provoz v USA. Vzniklo tak sedm nových společností, z nichž jedna se nazývala Bell Atlantic. To byl budoucí Verizon. V roce 1997 společnost fúzovala s firmou Nynex a přesunula své sídlo z Filadelfie do New Yorku, do bývalého sídla Nynexu. Nový název Verizon společnost přijala v roce 2000, vznikl složením slov veritas (latinsky pravda) a horizon (anglicky horizont). Při své úspěšné expanzi Verizon pohltil kdysi mocné firmy AOL (2015) a Yahoo! (2017). Tyto bývalé firmy jsou základem současné divize Verizonu zvané Verizon Media. K nejúspěšnějším dceřiným společnostem patří Verizon Wireless, která je druhým největším poskytovatelem bezdrátových komunikačních služeb v USA, se 153 miliony zákazníků.